# Fléac-sur-Seugne
Fléac-sur-Seugne ist eine französische Gemeinde mit 361 Einwohnern (Stand 1. Januar 2022) im Département Charente-Maritime in der Region Nouvelle-Aquitaine. Sie gehört zum Arrondissement Jonzac, zum Kanton Pons und ist Mitglied des 1992 gegründeten Gemeindeverbands Haute-Saintonge. Die Bewohner nennen sich Fléacais(es).

## Geografie
Fléac-sur-Seugne ist eine ländliche Gemeinde südlich von Pons. Ihre Gemarkung befindet sich am Ostufer der Seugne und umfasst 828 Hektar. Der Ort liegt 24 km südsüdöstlich von Saintes und 78 km nördlich von Bordeaux im Süden des Départements Charente-Maritime.

## Bevölkerungsentwicklung
Die noch immer landwirtschaftlich geprägte Gemeinde ist seit Beginn der 1980er Jahre zunehmend auch zu einem Wohnort für in Pons beschäftigte geworden, was den Einwohnerrückgang früherer Zeiten beendet und umgekehrt hat.
| Jahr                       | 1962 | 1968 | 1975 | 1982 | 1990 | 1999 | 2008 | 2016 |
| Einwohner                  | 370  | 356  | 310  | 295  | 340  | 319  | 382  | 373  |
| Quellen: Cassini und INSEE |      |      |      |      |      |      |      |      |

## Sehenswürdigkeiten
- Kirche Saint-Pierre

Die wichtigste Sehenswürdigkeit im Kernort ist die große Kirche Saint-Pierre mit ihrem weithin sichtbaren Glockenturm. Sie stammt aus der zweiten Hälfte des 15. Jahrhunderts und wurde im 16. Jahrhundert erweitert und vollendet. Das Schiff ist noch vom Flamboyant-Stil der französischen Spätgotik beeinflusst, was insbesondere am Portal deutlich wird, während die gewundenen Säulen und die oktogonale Kuppel und Laterne des Kirchturms bereits aus der Zeit der Renaissance stammen.
- Château de Fléac

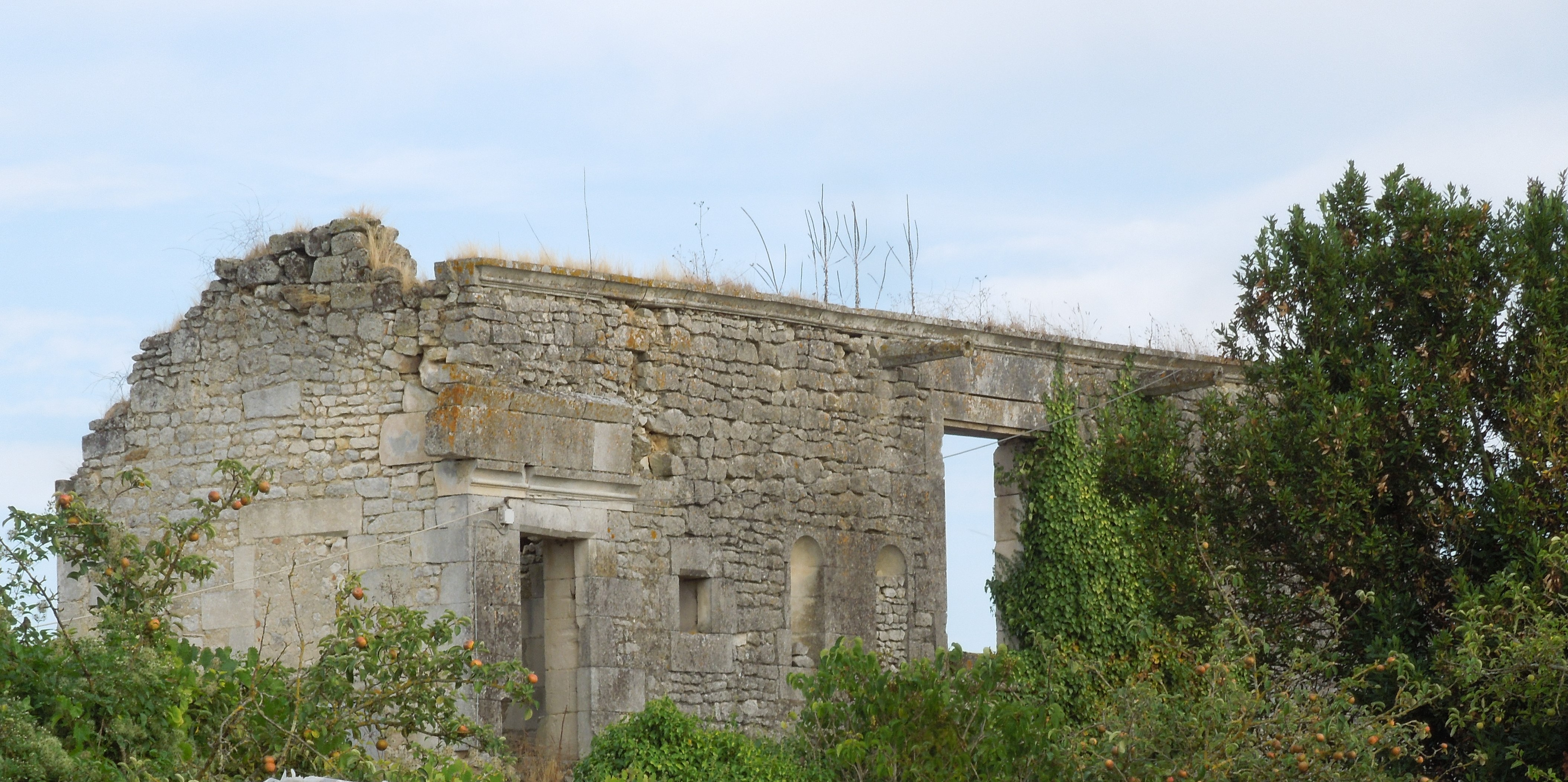
Ruine des Châteaus von Fléac

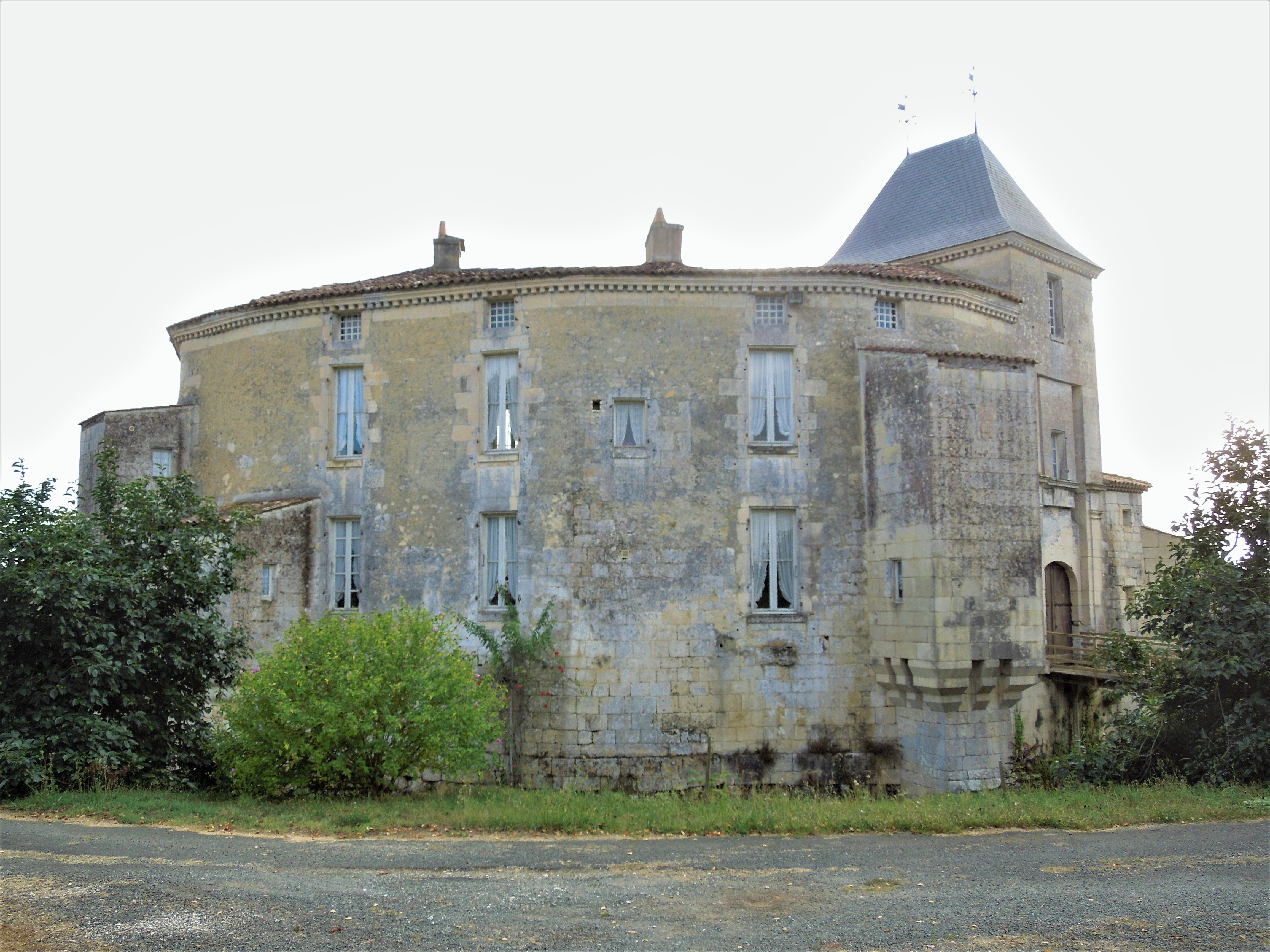
Das Château d’Ardennes

Die Reste des im 15. Jahrhundert erbauten Adelssitzes befinden sich gegenüber der Kirche hinter einer hohen Umfassungsmauer. Das Schloss bestand einst aus einem zweistöckigen Corps de Logis mit einer Freitreppe an der Frontseite und einem rückwärtigen Flügel, der mit einem Pavillon von zwanzig Metern Höhe endete und über einen Treppenturm mit Wendeltreppe zugänglich war. Heute stehen nur noch das gewölbte Erdgeschoss des Pavillons, die Fassade des Corps de Logis sowie die nördliche Seite der Umfassungsmauer, flankiert noch immer von einem kleinen Turm.
- Château d’Ardennes

Etwa 3 km ostsüdöstlich der Kernsiedlung und etwa 500 m südlich der Straße D 249 nach Marignac steht das Château d’Ardennes, eine ehemalige Wasserburg, deren Gräben heute trocken liegen, aber noch immer von einer Brücke vor dem Torbau überspannt sind. Die Burg, wuchtig, aber architektonisch eher bescheiden, war lange Zeit Residenz von Pierre Dugua de Mons, dem Gründer der ersten dauerhaften Siedlung in Neufrankreich (Kanada). Er war von 1610 bis 1618 Gouverneur von Pons und lebte danach bis zu seinem Tod 1628 in seinem Château d’Ardennes, das er 1618 gekauft hatte und wo er unter einem großen Baum vor dem Schlosseingang bestattet wurde. Eine kleine Burg wurde im 12. Jahrhundert vermutlich von den Templern erbaut, im 15. Jahrhundert von ihren neuen Besitzern vergrößert und zum Schloss umgebaut. Dugua ließ die Obergeschosse noch einmal erneuern und eine große Freitreppe anlegen. In den Räumen befinden sich noch heute Kamine und Wandverkleidungen aus dem 17. Jahrhundert, teilweise auch aus dem 18. Jahrhundert. Die Wirtschaftsgebäude und die hofseitigen überdachten Galerien wurden im späten 20. Jahrhundert restauriert. Die Anlage ist in Privatbesitz und kann nur von außen besichtigt werden.
Siehe auch: Liste der Monuments historiques in Fléac-sur-Seugne